# Lucius Minthonius Tertullus
Lucius Minthonius Tertullus war ein im 3. Jahrhundert n. Chr. lebender Angehöriger des römischen Ritterstandes (Eques).
Durch eine Weihinschrift, die bei Cramond gefunden wurde und die auf 142/230 datiert wird, ist belegt, dass Tertullus Präfekt der Cohors V Gallorum war, die zu diesem Zeitpunkt in der Provinz Britannia stationiert war.